# Xã Hon, Quận Scott, Arkansas
Xã Hon (tiếng Anh: Hon Township) là một xã thuộc quận Scott, tiểu bang Arkansas, Hoa Kỳ. Năm 2010, dân số của xã này là 383 người.